# Rehumanisering

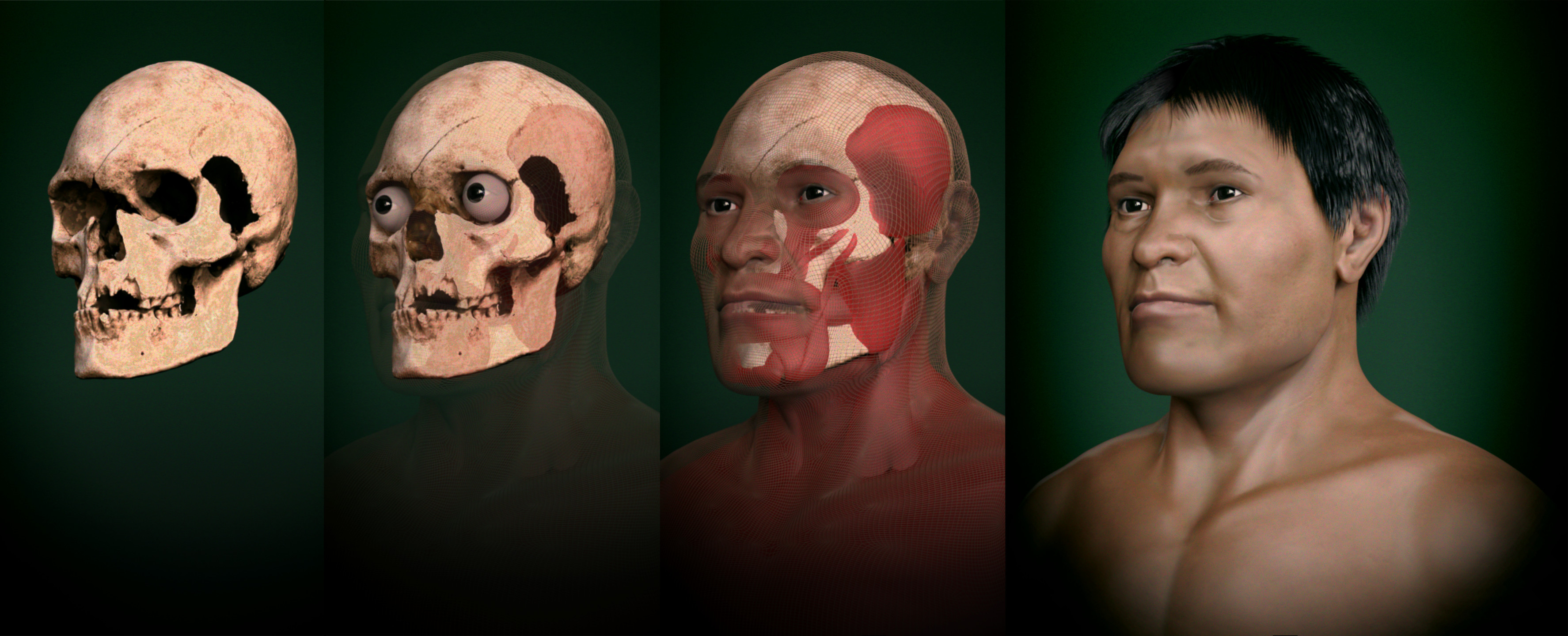
Gezichtsreconstructie – van ‘object’ naar mens

Rehumanisering is een proces dat tot doel heeft personen of groepen hun menselijkheid terug te geven. Het begrip rehumanisering wordt met name binnen de museumwereld gebruikt in het kader van de  repatriëring van mensen uit een koloniale context.
Tijdens het koloniale tijdperk verzamelden artsen, wetenschappers en particulieren wereldwijd menselijke resten uit de koloniën. Niet zelden werd hiervoor grafroof gepleegd.
De drempel hiervoor was laag, omdat in die tijd de menselijke natuur van gekoloniseerde volkeren werd ontkend. Zij werden als ‘wilden’ beschouwd en zo ontmenselijkt.
De Noorse etnoloog Carl Lumholtz schreef in 1889 tijdens zijn verblijf in Queensland bijvoorbeeld:
’It is a well-known fact that the Australian natives, according to Gustaf Retzius, belong to the prognathous dolichocephalous class. Their projecting jaws make them resemble the apes more than any other race, and their foreheads are as a rule very low and receding.’

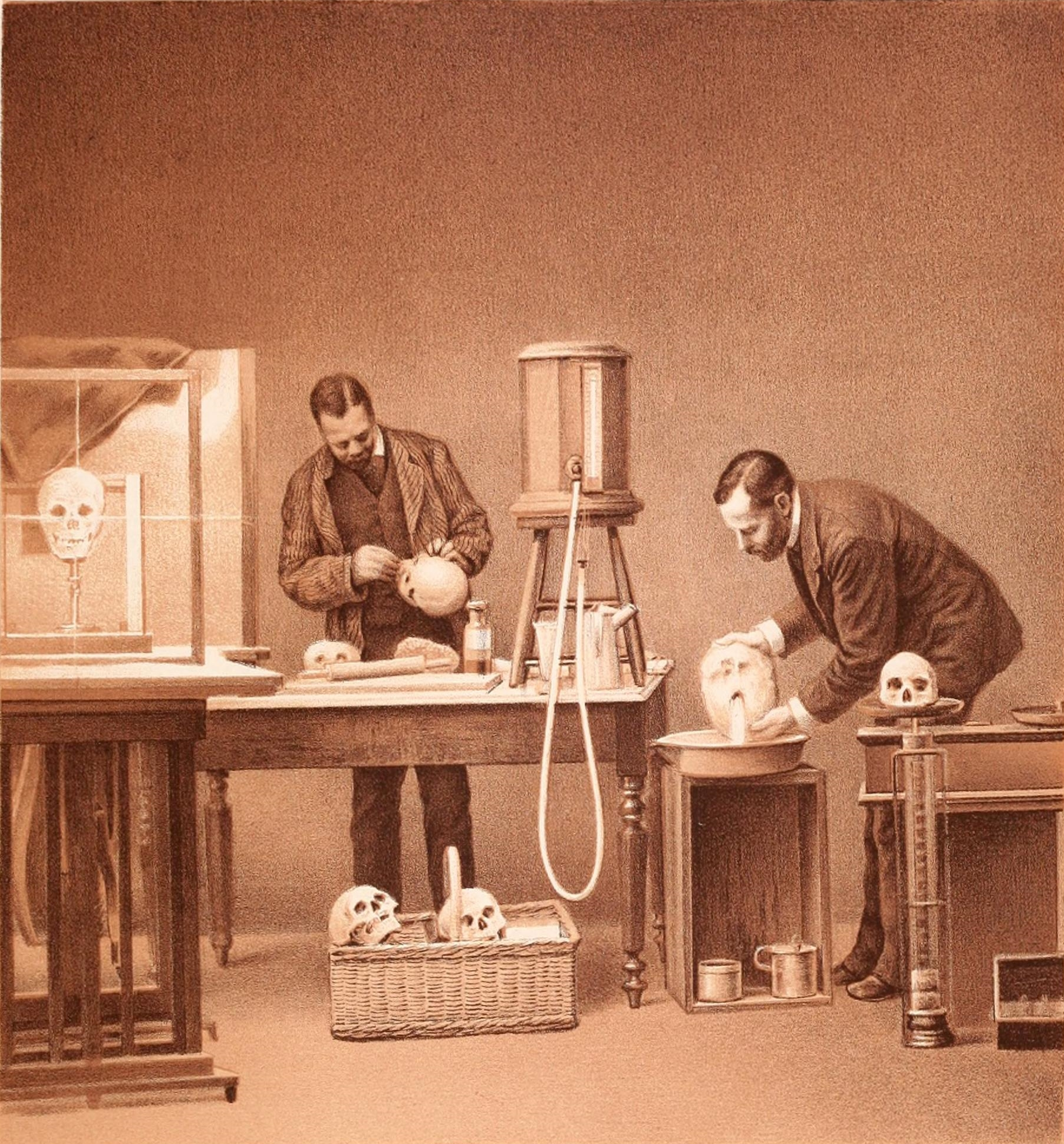
Meten van schedelinhoud met behulp van water (1885)

Menselijke resten werden bewaard in wetenschappelijke instituten en musea waar ze werden gebruikt voor rassenonderzoek. Wetenschappers geloofden in die tijd dat er verschillende menselijke rassen bestonden en probeerden deze te categoriseren van superieur tot inferieur. Ook in Nederland vertrokken antropologen aan het einde van de 19e eeuw naar de Nederlandse koloniën om lichamen en schedels van gekoloniseerde mensen te meten en menselijke resten te verzamelen. De menselijke resten werden in dit kader als objecten beschouwd.
In de afgelopen decennia hebben steeds meer nabestaanden en herkomstgemeenschappen om teruggave van menselijke resten verzocht. Voor hen zijn dit hun voorouders die ze op hun plaats van herkomst willen herbegraven. Musea en instituten hebben lange tijd weerstand geboden tegen repatriëring, maar onder druk van belanghebbenden, alsmede door het internationale postkoloniale debat zijn ze zich steeds ongemakkelijker gaan voelen over de menselijke resten in hun collecties. Intussen hebben veel musea en instituten wereldwijd repatriëringsprocessen ontwikkeld waarbinnen rehumanisering een essentiële rol speelt. Dit houdt in dat er veel aandacht wordt besteed aan herkomstonderzoek en het zichtbaar maken van individuen en hun verhalen. Soms wordt zelfs geprobeerd om schedels letterlijk weer een gezicht te geven. Voor de repatriëring van overblijfselen van Yawuru- en Karajarri-voorouders van Duitsland naar het West-Australische Broome werden bijvoorbeeld de hoofden van twee personen gereconstrueerd. Een ander aspect van rehumanisering is het aanpassen van het taalgebruik. Begrippen als ‘menselijke resten’ worden vervangen door mensen of voorouders om een ander perspectief te creëren.